# کلمبیا اسپورتس‌ویر
کلمبیا اسپورتویر (انگلیسی: Columbia Sportswear) شرکت تجهیزات ورزشی و پوشاک آمریکایی است، که در سال ۱۹۳۸ تأسیس شد.